# Ямал-402
«Яма́л-402» — коммерческий геостационарный телекоммуникационный спутник большой размерности, принадлежащий российскому спутниковому оператору «Газпром космические системы». Спутник изготовлен французской компанией «Thales Alenia Space» с участием ОАО «Информационные спутниковые системы» имени академика М.Ф. Решетнёва», которое поставляет некоторые компоненты спутника.
Космический аппарат (КА) «Ямал-402» призван расширить существующую группировку телекоммуникационных спутников «Ямал». Он был запущен в точку стояния 54,9° в. д. для обслуживания территорий России, стран СНГ, а также Западной и Центральной Европы, Ближнего Востока и Африки в Ku-диапазоне частот всеми видами современных услуг связи.

## История создания
3 июля 2008 года ОАО «Газпром» объявил о проведении открытого конкурса на создание двух спутников связи «Ямал-400» на условиях «под ключ» для нужд дочернего ОАО «Газком» (название компании «Газпром космические системы» до 1 декабря 2008 года). Проект КА «Ямал-400» предусматривал создание и запуск на геостационарную орбиту двух спутников высокой энерговооруженности «Ямал-401» и «Ямал-402», несущих в общей сложности 99 транспондеров (154 транспондера в эквиваленте 36 МГц) в С- и Ku-диапазонах, создание наземного комплекса управления спутниками, резервного пункта управления, контрольно-измерительного комплекса, а также развитие наземной телекоммуникационной инфраструктуры.
5 февраля 2009 года «Газком» заключил контракт с «Thales Alenia Space» (TAS) на производство двух спутников — «Ямал-401» и «Ямал-402». Согласно подписанному документу, стоимость которого оценивалась в 430,5 млн евро, «Thales Alenia Space» в качестве генерального подрядчика отвечала за проектирование, изготовление, испытания и поставку под ключ обоих спутников, а также за оснащение их наземного сегмента. «Ямал-401» и «Ямал-402» должны были быть построены на базе спутниковой платформы Spacebus-4000 C3 и запущены в 2011 году с помощью РН Ariane-5ECA с космодрома Куру во Французской Гвиане.
В начале 2010 года, в процессе одобрения контракта, ГКС, ОАО «Информационные спутниковые системы» имени академика М.Ф. Решетнёва» (ОАО ИСС), Федеральное космическое агентство и TAS изменили некоторые пункты договора, увеличив доли работ российской кооперации. По новому контракту компания «Thales Alenia Space» продолжала работать над «Ямал-402», но уже с участием ОАО ИСС, которое поставляло отдельные компоненты для этого КА. Кроме того, ответственность за создание КА «Ямал-401» перешла к ОАО ИСС, которое обязалось изготовить спутник на своей новой платформе Экспресс-2000 с использованием полезной нагрузки производства Thales Alenia Space. Также «Газком» пересадил спутники на российскую ракету-носитель: 28 мая 2010 года компания «International Launch Services» (ILS) объявила о получении контракта на запуск с помощью РН «Протон-М» космических аппаратов «Ямал-401» и «Ямал-402».
«Ямал-402» был застрахован на €309 млн на случай полной или частичной гибели во время запуска и эксплуатации на орбите в течение года. Поэтому после частично-удачного запуска «Газпром космические системы» получил €73 млн страхового возмещения за последствия сбоя при запуске спутника.

## Запуск спутника
Первоначально запуск был назначен на 2011 год с помощью РН Ariane-5ECA с космодрома Куру во Французской Гвиане. В 2010 году, в соответствии с новым уточнённым контрактом пуск был перенесён на 2012 год с помощью РН «Протон-М» и РБ «Бриз-М».
Запуск состоялся 8 декабря 2012 года с пусковой установки № 39 площадки № 200 космодрома Байконур. Однако в ходе выведения КА на целевую орбиту процедура отстыковки от разгонного блока «Бриз-М» произошла на 4 мин раньше расчётного времени.
Хотя по первоначальному плану спутник должен был быть довыведен до геостационарной орбиты с помощью двух включений апогейного двигателя, специалисты «Thales Alenia Space» были вынуждены запланировать два дополнительных включения для выполнения этой задачи. Первый манёвр был успешно проведен специалистами компании «Thales Alenia Space» в ночь на понедельник 9—10 декабря 2012 года, второй — в ночь на вторник 10—11 декабря, третий — в среду 12 декабря днем. После последнего, четвёртого манёвра, 15 декабря 2012 года КА «Ямал-402» достиг геостационарной орбиты.
Так как для проведения дополнительных манёвров была истрачена часть горючего, предназначенного для коррекции орбиты, «Ямал-402» сможет проводить коррекции орбиты в течение лишь 11,5 года вместо запланированных 19 лет. Это также меньше первоначального срока активного существования спутника, который был равен 15 годам.
9 января 2013 года компания-производитель спутника «Thales Alenia Space» сообщила об успешном выведении спутника в точку стояния 54,9 градуса восточной долготы и завершении необходимых проверок.

## Конструкция

### Космическая платформа
КА «Ямал-402» построен на базе спутниковой платформы «Spacebus-4000» (вариант C3). Масса спутника на орбите составляет около 5250 кг, он имеет срок активного существования более 15 лет. Мощность, выделяемая платформой для питания бортового ретрансляционного комплекса, составляет 10 800 Вт.

### Полезная нагрузка
На КА «Ямал-402» установлены 46 транспондеров Ku-диапазона: 12 транспондеров с шириной полосы по 72 МГц, 18 по 36 МГц и 16 по 54 МГц. В пересчёте на 36 МГц эквивалент, общая ёмкость составляет 66 транспондеров.
Бортовые антенны КА «Ямал-402» формируют 4 фиксированных луча и один перенацеливаемый:
- «Российский луч» представляет собой фиксированный луч, контуры которого повторяют границы России. В нём установлены 18 транспондеров по 36 МГц и 4 транспондера по 54 МГц. Максимальная ЭИИМ стволов превышает 52 дБВт при выходной мощности линеализированных усилителей C-диапазона 120—150 Вт[7];
- «Северный луч» покрывает видимую часть территории России, страны СНГ, большую часть Европы и часть Ближнего Востока. Здесь сосредоточены от 9 до 12 транспондеров по 72 МГц. Максимальная ЭИИМ стволов также превышает 52 дБВт[7];
- «Европейский луч» работает с 4 транспондерами по 54 МГц и охватывает территорию Западной и Центральной Европы, Ближний Восток и Северную Африку. Максимальная ЭИИМ стволов в этом луче превышает 49 дБВт[7];
- «Южный луч» работает с 8 транспондерами по 54 МГц и охватывает территорию Центральной и Южной Африки. Максимальная ЭИИМ стволов в этом луче превышает 51 дБВт[7];
- «Перенацеливаемый луч» Ku-диапазона использует до 3 транспондеров по 72 МГц. ЭИИМ стволов: до 51 дБВт, добротность (G/T): до 4 дБ/К[7];

Кроме того, возможна переброска информации между различными лучами.